# Ричи, София
София Александра Ричи (англ. Sofia Alexandra Richie; род. 24 августа 1998, Лос-Анджелес, Калифорния, США) — американская модель. Она снималась в рекламных кампаниях многих крупных брендов, в том числе Tommy Hilfiger, Michael Kors и Chanel. Ричи является младшей дочерью певца Лайонела Ричи и сводной сестрой дизайнерa и телеведущей Николь Ричи.

## Ранняя жизнь
София Ричи родилась в Лос-Анджелесе, Калифорния. Софию воспитывали ее отец Лайонел Ричи и его вторая жена Дайан Александр. Она младшая сводная сестра Николь Ричи и биологическая сестра Майлса Ричи. Николь Ричи была крестной дочерью Майкла Джексона. София рассказывала, что посещения ранчо Джексона Неверленд были одними из ее любимых воспоминаний детства. Также она стала близкой подругой дочери Джексона, Пэрис.
Ричи, как и ее отец, выросла с пристрастием к музыке. Она научилась петь в возрасте 5 и играть на фортепиано в возрасте 7 лет. Она периодически появлялась в шоу своего отца и брала уроки у Тима Картера — учителя вокала Бейонсе, когда ей было 14 лет. Она также работала в студии мужа своей сестры, вокалиста Good Charlotte Джоэла Мэдсена. Однако она решила отойти от музыкальной карьеры под давлением звездного статуса ее отца в музыкальной индустрии.
Некоторое время Ричи училась в христианской школе Oaks Christian School, прозванной школой для знаменитостей. Позже София обучалась на дому в течение нескольких лет, пока ее отец был на гастролях. Она играла в футбол до 16 лет, пока не сломала шейку бедра в аварии на сегвее.

## Модельная карьера
Ричи начала модельную карьеру в возрасте 14 лет с публикации в Teen Vogue. В 15 она заключила свой первый модный контракт с Лос-Анджелесской брендом купальников Mary Grace Swim. В следующем году Ричи подписала контракт с лондонским модельным агентством Select Model Management.
Ричи принимала участие в рекламной кампании для нескольких брендов, включая DL1961, линии одежды Мадонны «Material Girl», Шанель, Дольче & Габбана, Адидас, Майкл Корс и Томми Хилфигер. Она снималась для журнала Elle и Vanity Fair и недавно появилась на обложке Complex и в журнале Billboard в разделе «Стиль».